# Svartstrupig blomstickare
Svartstrupig blomstickare (Diglossa brunneiventris) är en fågel i familjen tangaror inom ordningen tättingar.

## Utseende
Svartstrupig blomstickare är en liten och aktiv sångarliknande tätting med den för släktet typiska uppböjda och krokförsedda näbben, lite som en burköppnare. Fjäderdräkten ser mestadels mörk ut, med svart ovansida och kastanjebrun undersida. Noterbart är kontrasterande kastanjebrunt mustaschstreck på i övrigt svart huvud och silvergrått på kroppssidor och skuldror.

## Utbredning och systematik
Fågeln förekommer i Anderna i norra Colombia och Peru, nordvästra Bolivia och norra Chile. Den delas in i två underarter med följande utbredning:
- Diglossa brunneiventris vuilleumieri – nordvässtra Colombia (norra änden av västra och centrala Anderna i Antioquia)
- Diglossa brunneiventris brunneiventris – norra Peru (i norr till centrala Cajamarca och till Amazonas söder om Marañónfloden) söderut till norra Chile (i syd till norra Tarapacá) och nordvästra Bolivia (La Paz)

## Levnadssätt
Svartstrupig blomsterpickare hittas i lågt växande buskage i skogsbryn eller i trädgårdar, ofta i rätt torra miljöer som inte är helt beskogade. Där ses den enstaka eller i par. Likt andra blomstickare livnär den sig på nektar som den tar genom att punktera blommor med den speciellt utformade näbben.

## Status
Arten har ett stort utbredningsområde och beståndet anses vara stabilt. Internationella naturvårdsunionen IUCN listar den därför som livskraftig (LC).